# A Study in Scarlet (1933)
A Study in Scarlet ist ein US-amerikanischer Kriminalfilm von Edwin L. Marin aus dem Jahre 1933, der sehr lose auf Arthur Conan Doyles gleichnamigem Roman (dt. Eine Studie in Scharlachrot) basiert. Im deutschsprachigen Raum wurde der Film nur in Originalfassung mit deutschen Untertiteln veröffentlicht.

## Handlung
London in der Gegenwart. In einem Zugabteil wird James Murphy erdrosselt aufgefunden. Der Tote war Mitglied des Scarlet Ring, einer geheimen Vereinigung, die sich im weiteren Verlauf der Filmhandlung als Bande von Gaunern erweisen wird, die sich für Juwelendiebstähle zusammengefunden haben, deren finanzielles Ergebnis sie nun abwarten. Da die Beute in gleiche Anteile zerfallen soll, erhöht sich mit dem Todesfall – ebenso wie mit jedem weiteren – für jeden der Komplizen der Auszahlungsbetrag.
Nach Murphys Tod beruft der Vorsitzende des Rings – Rechtsanwalt Thaddheus Merrydew – eine Mitgliederversammlung ein. An dem Treffen, das in der Chinatown von London, dem zwielichtigen Limehouse District, stattfindet, nimmt auch die junge Eileen Forrester teil. Eileen ist die Tochter von Mr. Forrester, einem Ring-Mitglied, das ebenfalls kürzlich verstarb. Forrester hatte aus seiner Mitgliedschaft im Scarlet Ring die Auszahlung eines erheblichen Geldbetrages erwartet und seiner Tochter für den Fall seines vorzeitigen Ablebens nahegelegt, sich an Merrydew zu wenden, der ihr helfen werde, in den Besitz ihrer Erbschaft zu gelangen. Merrydew verliebt sich in die attraktive junge Frau und nimmt sie in die Vereinigung als Nachfolgerin ihres Vaters auf, hält sie über die kriminelle Natur des Scarlet Ring jedoch in Unkenntnis.
Derweil empfängt Privatdetektiv Sherlock Holmes einen Besuch der Witwe des Toten aus dem Zugabteil. Mrs. Murphy befindet sich in einer finanziellen Notlage, da ihr Mann sie kurz vor seinem Tod enterbt und seine gesamten Geldmittel dem Scarlet Ring hinterlassen hat. Sie beauftragt Holmes, sich in Vertretung ihrer Interessen mit Merrydew in Verbindung zu setzen.
Da kommt unerwartet das nächste Mitglied des Scarlet Ring ums Leben: Captain Pyke wird vor Eileens Augen erschossen. Die Leiche verschwindet jedoch und wird später in der Themse wiedergefunden. Da das Gesicht des Toten inzwischen nicht mehr zu erkennen ist, identifiziert die Witwe, Mrs. Pyke, eine Chinesin, ihn anhand eines ungewöhnlichen Ringes, den er am Finger trägt.
Inspector Lestrade von Scotland Yard ist angesichts der Mordfälle ratlos und bittet Sherlock Holmes um Hilfe bei den Ermittlungen. Dazu erhält er bald weitere Gelegenheit, denn auch Malcolm Dearing, ein weiteres Ring-Mitglied, wird in seiner Wohnung erschossen. Inzwischen macht John Stanford, Eileens Verlobter, sich Sorgen um seine Braut, weil ihr ein unbekannter Mann nachstellt; Stanford ahnt, dass Eileen in seltsame Angelegenheiten verwickelt ist. Holmes beauftragt ihn, seine Braut zu beschatten.
In Verkleidung besucht Holmes das Landschloss des ermordeten Captain Pyke, in dem er Geheimgänge entdeckt, die der Mörder offensichtlich als Zuflucht nutzt. Nach seiner Rückkehr nach London wird er von Stanford, der sich seiner Verlobten heimlich an die Fersen geheftet hat, in den Limehouse District gerufen, wo der Scarlet Ring erneut zu einer Versammlung zusammengekommen ist. Als Eileen das Gebäude nach dem Ende des Treffens nicht wieder verlässt, dringen die beiden Männer in das Haus ein und finden die junge Frau, die offensichtlich entführt werden sollte, gefesselt vor. Die Hinweise auf die Hintergründe der Morde mehren sich, als Jabez Wilson, ebenfalls ein Ring-Mitglied, nur knapp einem Mordanschlag entgeht und bei Sherlock Holmes Zuflucht sucht. Noch während seines Besuches wird vor dem Eingang zu Holmes’ Haus die Leiche von William Baker abgestellt.
Als Wilson berichtet, dass Mrs. Pyke ihn auf ihren Landsitz eingeladen hat, ist Holmes klar, dass dort für Wilson eine tödliche Falle aufgebaut werden soll. Auch Eileen wird von Mrs. Pyke aufs Schloss gelockt. Als sich dort erneut der Mörder über sie hermacht, können Holmes und Stanford sie rechtzeitig retten und befreien. Auch einen Mordanschlag auf Wilson kann Holmes im letzten Augenblick verhindern, indem er den Angreifer Ah Yet – einen Chinesen, der Mrs. Pyke in blindem Gehorsam ergeben ist –, erschießt. Danach kann endlich auch die Identität des Mörders aufgedeckt werden: es war Captain Pyke, der seinen Tod nur vorgetäuscht hatte. Pyke und seine Geliebte – es stellt sich auch heraus, dass die angebliche Mrs. Pyke gar nicht die legitime Ehefrau des Captains ist –‚ werden verhaftet – ebenso wie der hinzukommende Merrydew, in dem Sherlock Holmes den Drahtzieher aller Verbrechen erkannt hat.

## Produktion und Kinoauswertung
Die Dreharbeiten für A Study in Scarlet fanden in den California Tiffany Studios, Hollywood statt. Für den 34-jährigen Edwin L. Marin, dessen bekanntester Film 1938 die Dickens-Verfilmung A Christmas Carol wurde, war es erst die zweite Regiearbeit. Holmes-Darsteller Reginald Owen, ein Brite, war unmittelbar zuvor schon einmal in einem Film mit Conan Doyles weltbekanntem Detektiv erschienen (in William K. Howards Sherlock Holmes, 1932): in der Rolle des Dr. Watson. In einem weiteren berühmten Film des Jahres 1933 – Queen Christina mit Greta Garbo – war er in einer Nebenrolle zu sehen.
Die Firmen Sono Art-World Wide Pictures Inc. und Fox Film Corporation übernahmen den Verleih des Films. Die Uraufführung fand am 14. Mai 1933 statt. Mit der Wiederentdeckung von Anna May Wong zu Beginn des 21. Jahrhunderts gewann der Film neue Aufmerksamkeit. Die Auswertung als Video und DVD begann 2004.
Seit 2017 wurde der Film mehrfach im Originalton mit deutschen Untertiteln auf DVD und Blu-ray (SD auf Blu-ray) veröffentlicht, jeweils in Kombination mit anderen Holmes-Verfilmungen.

## Kritik
Der US-amerikanische Aggregator Rotten Tomatoes erfasst 93 % wohlwollenden Kritiken in der Fachpresse.
A Study in Scarlet ist ein klassischer Kriminalfilm, ein Whodunit, in dem Sherlock Holmes die Täter wie üblich durch Beobachtung und genaue Schlussfolgerungen entlarvt, nachdem er sie auch durch gezielte kleine Provokationen immer wieder dazu herausgefordert hat, sich zu zeigen und Fehler zu begehen, die sie letztlich verraten. Während der Film insgesamt auf Suspense angelegt ist, haben einzelne Szenen, in denen Charaktertypen wie der Trunkenbold Will Swallow oder das tölpelhafte Dienstmädchen der Pykes auftreten, auch komödiantischen Charakter. Die filmisch interessanteste Szene ist das Treffen von Merrydew und dem angeblich toten Captain Pyke in Merrydews Büro. Das Problem, dass der Zuschauer an dieser Stelle noch nicht erfahren soll, dass Pyke der Mörder ist, wird durch das Mittel der subjektiven Kamera umgangen: die Kamera nimmt Pykes Position ein. Merrydew blickt, wenn er sich an Pyke wendet, direkt in die Kamera, und da Merrydew die „Konversation“ in dieser Szene allein bestreitet, bleibt Pyke für das Publikum nicht nur unsichtbar, sondern auch unhörbar.
Mit Arthur Conan Doyles gleichnamigem Roman besitzt der Film nur vereinzelte Berührungspunkte. Auch das chinesische Thema, das die Handlung des Films in weiten Teilen prägt, ist in der Buchvorlage nicht vorhanden und vor allem der Tatsache zu verdanken, dass die chinesisch-stämmige Schauspielerin Anna May Wong nach ihren eindrucksvollen Auftritten in Daughter of the Dragon (1931) und Shanghai-Express (1932) erneut groß herausgebracht werden sollte. In A Study in Scarlet spielt sie wieder einmal eine Dragon Lady – einen Frauentyp, auf den die Erzählkonventionen des Hollywood-Kinos sie seit ihrem Leinwanddebüt unerbittlich festgelegt hatten. Um dem mordlüsternen Captain Pyke (engl. pike = Hecht) die von ihm ausgewählten Opfer zuzuführen, bedient sich als „Mrs. Pyke“ aller Mittel der Lüge und der Verführung. Trotz ihrer distinguierten Erscheinung wirkt Grausamkeit auf sie in keiner Weise erschreckend – ein Zug, den der amerikanische Rassismus Chinesen immer wieder zugeschrieben hat. Dass sie bei ihren ersten Auftritten als elegante Europäerin erscheint, in der Schlusssequenz hingegen in asiatisch ausgestatteten Räumen und in einem fernöstlich inspirierten Kleid, wirkt vor diesem Hintergrund wie eine Demaskierung.

## Weitere Verfilmungen des gleichnamigen Romans
- A Study in Scarlet (Großbritannien 1914, Regie: George Pearson)
- A Study in Scarlet (Kurzfilm; USA 1914, Francis Ford)
- Sherlock Holmes and a Study in Scarlet (Zeichentrickfilm; USA 1983, Ian Mackenzie, Alex Nicholas)

## Belege
1. ↑  A Study in Scarlet. In: Rotten Tomatoes. Fandango, abgerufen am 27. Dezember 2024 (englisch, aggregiert aus 14 Kritiken).

- Weitere Filmlinks:
- OFDb: Link |
- AFI: Link |
- TMDb: Link |
- Letterboxd: Link |
- Moviepilot: Link |
- bearbeiten